# Wilhelm Disselbeck
Wilhelm Disselbeck (* 27. August 1914 in Saarlouis; † 25. Januar 2001 in Köln) war ein deutscher Allgemeinarzt und ärztlicher Standespolitiker, der sich in der Kassenärztlichen Vereinigung unter anderem als Vorsitzender des Organisationsausschusses und im Vorstand der Ärztekammer Nordrhein engagierte. Er war Träger des Bundesverdienstkreuzes 1. Klasse.

## Leben
Wilhelm Disselbeck wurde als jüngster Sohn des Oberstudiendirektors Hermann Disselbeck und seiner Frau Elisabeth, geborene Schramm, geboren. Sein Abitur absolvierte er 1933 am Gymnasium Emmerich. Da sein Vater auf Betreiben der örtlichen Nationalsozialistischen Deutschen Arbeiterpartei seines Direktorenamtes enthoben worden war, konnte der dritte Sohn nicht auch noch studieren und begann deshalb eine Lehre zum Bankkaufmann bei der örtlichen Deutschen Bank, die er 1935 abschloss, um dann dennoch Medizin an den Universitäten Köln, Würzburg und (Bombenkriegs-bedingt) in Jena zu studieren. Sein Studium konnte er am 1. November 1940 wiederum in Köln mit der Dr-Arbeit zum Thema: Erkrankungen des Sacroilial-Gelenkes abschließen. Zuvor war er approbiert worden. Nach einem knappen Jahr als Assistenzarzt am Berliner St. Hedwig-Krankenhaus wurde er 1941 zum Heer einberufen und nahm dann am Afrikafeldzug als Unterarzt teil. Dort geriet er in amerikanische Kriegsgefangenschaft, die er in Florida verbrachte und aus der er erst 1946 zurückkehrte.

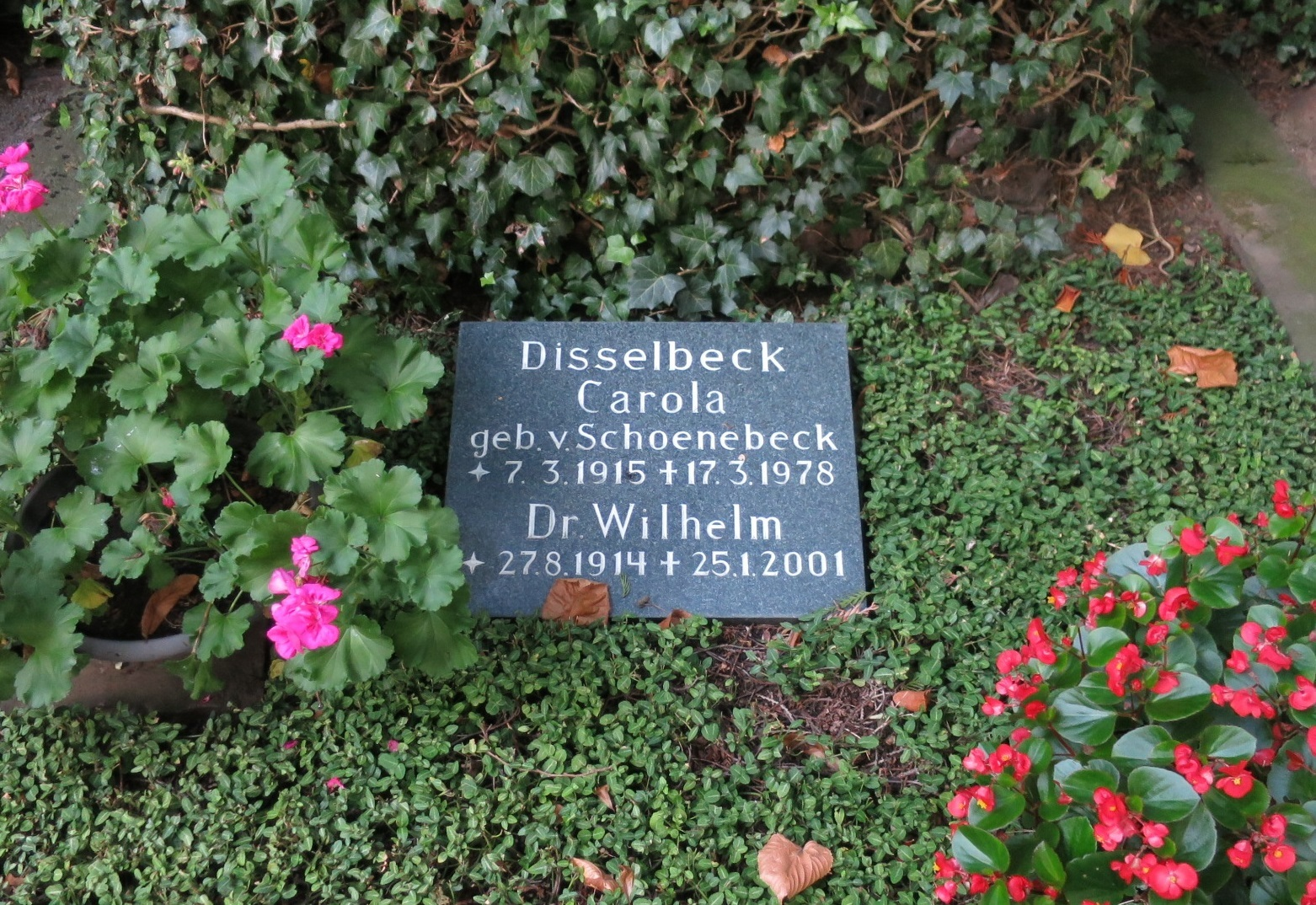
Grab der Eheleute Disselbeck auf Friedhof Melaten

1945 wurde er in Berlin ferngetraut mit Carola von Schoenebeck, die bereits 1978 im Alter von 63 Jahren verstarb. Das Paar hatte drei Söhne (1948 Rainer, Gymnasiallehrer, 1949 Klaus, Gymnasiallehrer, und 1957 Thomas, Arzt). Von 1946 bis 1950 wirkte er als Assistenzarzt an den Krankenhäusern in Hürth (dem späteren Sana-Krankenhaus) (für Chirurgie) und Brühl (in der Gynäkologie).
Disselbeck wurde beigesetzt im Grab seiner Frau auf dem Kölner Friedhof Melaten (Lit. J).

## Tätigkeiten
Disselbeck war von 1950 bis 1991 als Landarzt und Geburtshelfer in Alt-Hürth und Knapsack tätig. Ehrenamtlich engagierte er sich neben seinen standes- und berufspolitischen Tätigkeiten (1954 bis 1991 in der Ärztekammer Nordrhein, 1972 bis 1991 Vorsitzender der Kreisstelle Erftkreis und bis 1988 Vorsitzender der Kreisstelle der KV-Nordrhein, Mitglied in mehreren Gremien der KV-Nordrhein unter anderem im Disziplinarausschuss) als Beisitzer am Sozialgericht Köln. Für seine ärztlichen Kollegen organisierte er den ärztlichen Notfalldienst im Kreis Köln und dessen Nachfolgern. 30 Jahre lang war er Versehrtensportarzt der Versehrtensportgemeinschaft in Hürth.

## Ehrungen
- ca. 1987 erhielt Disselbeck als 37. die im September 1982 gestiftete Johannes-Weyer-Medaille der KV Nordrhein.
- 1984 erhielt er das Bundesverdienstkreuz am Bande.[1]
- 1994 erhielt er das Bundesverdienstkreuz 1. Klasse[2]